# Моисеевская волость (Александрийский уезд)
Моисеевская волость — административно-территориальная единица Александрийского уезда Херсонской губернии и Криворожского уезда Екатеринославской губернии с центром в селе Моисеевка.

## История
Волость образована в 1861 году.
26 февраля 1919 года вошла в состав новообразованного Криворожского уезда.
Упразднена 7 марта 1923 года.

## Характеристика
По состоянию на 1886 год состояла из 18 поселений, 18 сельских общин, 322 дворовых хозяйства.
В пределах волостной территории:
- земли 30 509 десятин (8680 пахотной);
- население 2419 человек (1284 мужского и 1135 женского пола)[2].

### Поселения
- Моисеевка — владельческое село у реки Ингулец. Волостное правление. 90 вёрст от уездного города. 232 человека, 33 двора, православная церковь, железнодорожная станция.

На 1890 год входили: Анновка, Богдановка, Благодатное, Владимировка, Григорьевка (Матрёновка), Григорьевка (Аврамова), Григорьевка (Волошимнова), Грузская, Гданцевка, Даниловка, Зелёная Балка, Звановка, Кургановка, Макаровка, Моисеевка, Настасовка, Тихий Приют, Екатериновка.